# Pietzpuhl
Pietzpuhl este o comună în Saxonia-Anhalt, Germania